# 高岡市立石堤小学校
高岡市立石堤小学校（たかおかしりつ いしつつみしょうがっこう）は富山県高岡市にあった公立小学校。
卒業生は、2745名。

## 沿革
個別に出典が提示されている箇所以外の出典（1953年まで）→
- 1873年9月3日 - 新川県第六大学区第十二中学区第四十二番石堤村小学校として創立（石堤村3061番地尾崎治三郎宅を仮校舎として）
- 1875年3月 - 浅井小学校と改称
- 1882年7月 - 石川県礪波郡第七十番学区浅井小学校と改称
- 1883年5月6日 - 富山県礪波郡第六十七番学区石堤村立浅井小学校と改称
- 1887年4月1日 - 勃令第14号により富山県礪波郡第四十七番設置区尋常科浅井小学校と改称。富山県礪波郡第四十七番設置区簡易科石堤小学校と併設
- 1888年4月30日 - 尋常科浅井小学校廃校、児童は簡易科石堤小学校に通学
- 1890年4月 - 富山県礪波郡七十九番設置区石堤小学校と改称
- 1892年10月1日 - 麻生谷小学校を併合、石堤尋常小学校と改称（創校記念日10月1日）
- 1897年4月2日 - 石堤小学校、柴野尋常小学校合併
- 1926年11月11日 - 本館278坪改築
- 1927年4月1日 - 高等科(2年制)設置、石堤村立石堤尋常高等小学校に改称
- 1941年4月1日 - 石堤国民学校と改称、初等科(6年)と高等科(2年)を設置[4]
- 1947年4月1日 - 石堤小学校と改称
- 1948年4月1日 - この日より1949年11月まで、北砺中学校に校舎の一部を貸与
- 1953年10月1日 - 石堤村が高岡市に編入、高岡市立石堤小学校と改称
- 1980年 - 校舎改築（閉校時の校舎で鉄筋コンクリート造3階建て延べ1,674m2　10月16日完工式）[5]
- 1981年 - グランド造成（現グランド　5月17日グランド開き）
- 1982年 - 体育館完成（3月6日完工式）[6]
- 1982年 - プール改築（7月10日完工式プール開き）[7]
- 1984年〜1987年　富山県健康優良校（小規模部門）県代表として連続表彰（朝日新聞社）
- 1992年 - 創校100周年（10月17日に記念式典）[8]
- 2020年3月 - 高岡市立東五位小学校との統合により高岡市立五位小学校が開校するため、閉校（創校128年、2,745人が卒業）[2]